# Kirov (oblast Kaloega)
Kirov (Russisch: Киров) is een stad in Rusland, gelegen aan de rivier de Bolva in de oblast Kaloega ten zuidwesten van de stad Kaloega. Kirov is hoofdstad van de gelijknamige rajon. In 2010 had de stad 31.882 inwoners.

## Geschiedenis
De stad, die was gesticht in 1744, heette oorspronkelijk Pesotsjnja (Russisch: Песочня). In 1936 verkreeg deze stadrechten en tevens haar huidige naam, dit ter ere van de in 1934 vermoorde communistische politicus Sergej Kirov.